# Zanclorhacos nigrivenata
Zanclorhacos nigrivenata är en fjärilsart som beskrevs av Max Joseph Bastelberger 1909. Zanclorhacos nigrivenata ingår i släktet Zanclorhacos och familjen mätare. Inga underarter finns listade i Catalogue of Life.